# Marcus (Iowa)
Pour les articles homonymes, voir Marcus.
Marcus est une ville du comté de Cherokee, en Iowa, aux États-Unis. Elle est incorporée le 15 mai 1882.

## Source de la traduction
- (en) Cet article est partiellement ou en totalité issu de l’article de Wikipédia en anglais intitulé « Marcus, Iowa » (voir la liste des auteurs).